# سیارک ۱۰۶۰۴
سیارک ۱۰۶۰۴ (به انگلیسی: 10604 Susanoo، نامگذاری:1996VJ) ده هزار و ششصد و چهارمین سیارک کشف شده‌است که در ۳ نوامبر ۱۹۹۶ کشف شد.
قدر مطلق سیارک برابر ۱۲٫۸۰ است.